# 嘉兴府城隍庙
嘉兴府城隍庙原位于府城内西北集庆坊，秀水县署东侧、楞严寺南侧，即今中国浙江省嘉兴市南湖区勤俭路、禾兴路交汇处西北，现存大殿，为嘉兴市文物保护点。
嘉兴府城隍庙始立于五代后晋天福四年（940），原在州署谯楼内东侧，南宋端平三年（1236）郡守刘炳移建招提寺旁，元末毁，明洪武三年（1370）知府谢节在天庆观旧址重建，此后明宣德、成化、嘉靖、万历和清康熙、道光、同治间多次重修。其中明嘉靖二十六年（1508）知府赵瀛重修时在两廊各立祠三间，分别祀嘉兴府附郭县嘉兴县、秀水县之城隍，成为府县合一的城隍庙（原嘉兴县城隍庙位于县治西二十步）。
原建筑有山门、大殿、两廊、寝殿和放生池等，今仅存大殿，面阔五间，前有抱厦三间，硬山顶，现为建设街道文体活动中心（图），殿前为宽敞的庭院，东西有银杏和雪松各一，殿内已被改造。